# Век Адалин
«Век Адали́н» (англ. The Age of Adaline) — американское романтическое фэнтези режиссёра Ли Толанда Кригера с Блэйк Лайвли в заглавной роли. Премьера в России состоялась 21 мая 2015 года. Слоган фильма: «Мир изменился с прошлого века. Адалин — нет».

## Сюжет
Адалин Боуман — столетняя молодая женщина. Она родилась в 1908 году, рано вышла замуж и быстро овдовела, оставшись с маленькой дочерью. После автокатастрофы и поражения молнией в 1937 году она перестала стареть. Казалось бы — сбылась мечта о вечной жизни в рассвете сил. В первое десятилетие после аварии она сама не поняла что произошло и сороковые годы Адалин прожила вполне благополучно под завистливые взгляды ровесниц. Но затем нарастающая всё более неестественная разница внешности и возраста в паспорте начала доставлять проблемы. И когда в период «охоты на ведьм» власти решили заняться её подозрительным случаем, Адалин испугалась перспективы стать вечным объектом исследований в застенках, умудрилась сбежать от агентов и вынуждена начать скрываться и жить как шпион. Каждые десять лет она меняет личность, документы, работу и окружение. Неизменными спутниками для неё остаются только стареющая дочь, подруга — слепая пианистка, не знающая возраста Адалин, и десятая по счёту собака одной и той же породы.
Имея внешность и энергию молодой красавицы, нестареющий ум и мудрость пожилой женщины, Адалин строит успешные бизнесы и карьеры, изучает языки и заводит блестящие романы. Ей давно надоела роль одинокой птицы, парящей над миром стареющих смертных, но, боясь повторного разоблачения, она нигде и ни с кем не может оставаться дольше нескольких лет. Снова и снова Адалин сбегает, чтобы появиться в новом месте и с новым именем. Вот уже более полувека продолжается её марафон. 
В новом цифровом веке Адалин работает в библиотеке, где выполняет не самую любимую другими молодыми сотрудниками работу: разбор архива документов и кинохроники хорошо ей знакомой середины прошлого столетия. На праздновании Нового года Адалин, теперь под именем Дженни, встречает симпатичного молодого человека по имени Эллис, ради которого ей хочется перестать убегать. Адалин соглашается на предложение Эллиса о встрече, но после неё понимает, что не сможет быть с ним, не раскрыв своей тайны. И решает вновь исчезнуть.
По возвращении домой Адалин ждут печальные новости: её собака безнадёжно больна, её приходится усыпить. Женщина очень горюет о потере четвероногого друга, о разрыве с мужчиной и о невозможности состариться. Она едет к дочери, которая убеждает мать перестать убегать. Адалин звонит Эллису, чтобы извиниться, и тот прощает её. Он приглашает молодую женщину в дом своих родителей, чтобы познакомить с семьёй.
По приезде на место Адалин встречает свою прошлую любовь — Уильяма, отца Эллиса, которому представляется дочерью Адалин. Она понимает, что Уильям всю жизнь любил её, несмотря на то, что она разбила ему сердце своим исчезновением. Увидев шрам на руке Адалин, который он сам зашил, Уильям догадался, что перед ним та самая женщина, которую он любил. Уильям пытается убедить её, что бежать не имеет смысла и ради Эллиса она должна перестать бояться.
Но Адалин не слушает его. Она собирает вещи, оставляет прощальную записку Эллису и уезжает. Однако по дороге понимает, что влюблена в Эллиса и хочет вернуться. Она звонит дочери и сообщает, что больше не будет убегать. Адалин поворачивает обратно, но в её машину врезается грузовик, и она улетает в кювет. Адалин, выброшенная из авто, теряет сознание. Проезжающий мимо места аварии Эллис видит знакомый автомобиль и выбегает, чтобы выяснить, что с Адалин. Сердце женщины останавливается, но парамедики при помощи дефибриллятора снова запускают его. В больнице Адалин признаётся Эллису в любви и рассказывает историю своей жизни.
В конце фильма у Адалин новая жизнь с Эллисом, дочерью и новым питомцем. Она смотрится в зеркало, замечает у себя первый седой волос и не знает, огорчаться этому или радоваться. На вопрос Эллиса: «Адалин, всё хорошо?», она отвечает: «Да, прекрасно».

## В ролях
| Актёр              | Роль                                |
| ------------------ | ----------------------------------- |
| Блэйк Лайвли       | Адалин Боуман / Дженни Ларссон      |
| Эллен Бёрстин      | Флемминг, дочь Адалин               |
| Кейт Ричардсон     | Флемминг в юности                   |
| Михиль Хаусман     | Эллис Джонс                         |
| Аманда Крю         | Кикки Джонс, сестра Эллиса          |
| Харрисон Форд      | Уильям Джонс, отец Эллиса           |
| Кэти Бейкер        | Кэти Джонс, мать Эллиса             |
| Энтони Инграбер    | Уильям в юности                     |
| Линда Бойд         | Реган, подруга Адалин               |
| Ричард Хармон      | Тони                                |
| Питер Дж. Грэй     | Кларенс Джеймс Прескотт, муж Адалин |
| Анджали Джай       | Кора                                |
| Крис Уильям Мартин | Дэйл Дэвенпорт                      |
| Барклэй Хоуп       | Стэнли Честерфилд                   |
| Лэйн Эдвардс       | доктор Ларри Левин                  |
| Хью Росс           | рассказчик                          |

## Создание
12 мая 2010 года было объявлено, что «Age of Adaline» будет софинансироваться и совместно продюсироваться Lakeshore Entertainment и Sidney Kimmel Entertainment. Salvador Paskowitz и Дж. Миллс Гудлоу написал сценарий
. Sierra/Affinity получили международные права, в то время как продюсерами фильма стали Стив Голин, Аликс Мэдиган, Том Розенберг и Гэри Луккези (Gary Lucchesi). 20 июля 2010 года сообщалось, что режиссёром фильма выбран Энди Теннант. 31 октября 2010 года компания Summit Entertainment купила права на распространение в США фильма, съёмки которого должны были начаться в марте 2011-го, а выход на экраны ожидался в начале 2012 года. 22 февраля 2011 года в СМИ появилась информация о переговорах, которые ведёт Габриэле Муччино, изъявляя готовность снимать картину в качестве режиссёра-постановщика вместо  Теннанта и предлагая сменить её название с «Age of Adaline» (что можно перевести как «Возраст Адалин», «Эпоха Адалин» или «Век Адалин») на просто «Adaline». Затем, 14 мая 2012 года, было объявлено, что режиссёром-постановщиком станет испанка Изабель Куаксет (Isabel Coixet). А 16 октября 2013 года в масс-медиа опубликовали сообщение, что фактическим режиссёром фильм был Ли Толанд Тригер, которому продюсер Дэн Коуэн показал сценарий на общем собрании в 2009 году.

### Кастинг
На роль нестареющей Адалин, как утверждалось в прессе 12 мая 2010 года, приглашена Кэтрин Хайгл, а дочь заглавной героини, как сообщалось 12 ноября того же года, сыграет Анджела Лэнсбари. 15 ноября Хайгл отошла от производства картины, и ходили слухи, будто она уволена Lakeshore, что, однако, обе стороны отрицали. Позднее Хайгл объявила, что её уход связан с недавним прибавлением в семействе (они с мужем удочерили девочку). 15 августа 2011 года американский новостной вебсайт TheWrap сообщил, что ведущая роль была предложена Натали Портман, но та 25 августа заявила американскому еженедельнику Entertainment Weekly, что отказалась от этого предложения.
16 октября 2013 года на ведущие роли были окончательно выбраны Блэйк Лайвли и Эллен Бёрстин. 15 января 2014-го к актёрскому составу присоединился Харрисон Форд, а 11 февраля 2014 года — Михиль Хёйсман на роли соответственно Уильяма и Эллиса. Съёмки фильма должны были начаться в марте того же года.

### Съёмки
Съёмки фильма начались 10 марта 2014 года в Ванкувере и продолжались до 5 мая. 11 марта 2014 года начались съёмки в Hotel Vancouver. Фильмы «Джентльмены предпочитают блондинок» и «Как выйти замуж за миллионера» послужили вдохновением для цветового тона и насыщенности периода.

### Музыка
В то время как композитор Роб Симонсен записал музыку к фильму, Lana Del Rey внесла песню под названием «Life Is Beautiful», которая представлена в трейлере картины, но не включена в саундтрек.

## Критика
Фильм получил смешанные оценки критиков. На сайте Rotten Tomatoes фильм имеет рейтинг 54% на основе 138 рецензий с высоким баллом 5,5 из 10. На сайте Metacritic фильм получил оценку 51 из 100, что соответствует статусу «смешанные или средние отзывы».